# كلوستريديوم مختزل الثيوسلفات
كلوستريديوم ثيوسفيتيرديوسنس أو كلوستريديوم مختزل الثيوسلفات  هو نوع من البكتيريا من فصيلة كلوستريدياسيا.